# 品川車掌区
品川車掌区（しながわしゃしょうく）は、東京都港区にあった東日本旅客鉄道（JR東日本）東京支社の車掌が所属する組織である。2008年（平成20年）12月13日をもって廃止され、12月14日より、新たに設立された大崎運輸区に業務が移管された。

## 沿革
- 1921年8月 - 新宿車掌区品川駐在から独立し、品川車掌所として発足。
- 1936年9月 - 品川車掌区と改称する。
- 1987年4月 - 国鉄分割民営化により、東日本旅客鉄道に承継される。
- 2006年3月 - 横須賀線グリーン車客扱行路をNREに移管する。
- 2008年12月 - 大崎運輸区に業務を移管し、廃止となる。

## その他
かつては東海道・山陽・九州方面から東京駅に朝到着した寝台列車に乗務した、西日本旅客鉄道（JR西日本）の大阪車掌区・岡山車掌区・米子車掌区・広島車掌区・下関地域鉄道部下関乗務員センターの車掌や九州旅客鉄道（JR九州）の博多車掌区・門司車掌区・大分鉄道事業部大分車掌センターの車掌が当区の寝室に宿泊していた。